# 新地号街道
新地号街道，是中华人民共和国吉林省吉林市昌邑区下辖的一个乡镇级行政单位。

## 行政区划
新地号街道下辖以下地区：
维北社区、万达社区、辽东社区和东方社区。